# Rho Tauri
Rho Tauri (86 Tauri) é uma estrela na direção da constelação de Taurus. Possui uma ascensão reta de 04h 33m 50.86s e uma declinação de +14° 50′ 40.2″. Sua magnitude aparente é igual a 4.65. Considerando sua distância de 152 anos-luz em relação à Terra, sua magnitude absoluta é igual a 1.30. Pertence à classe espectral A8V. É uma estrela variável δ Scuti e é membro do aglomerado aberto Híades.